# 富岳風穴

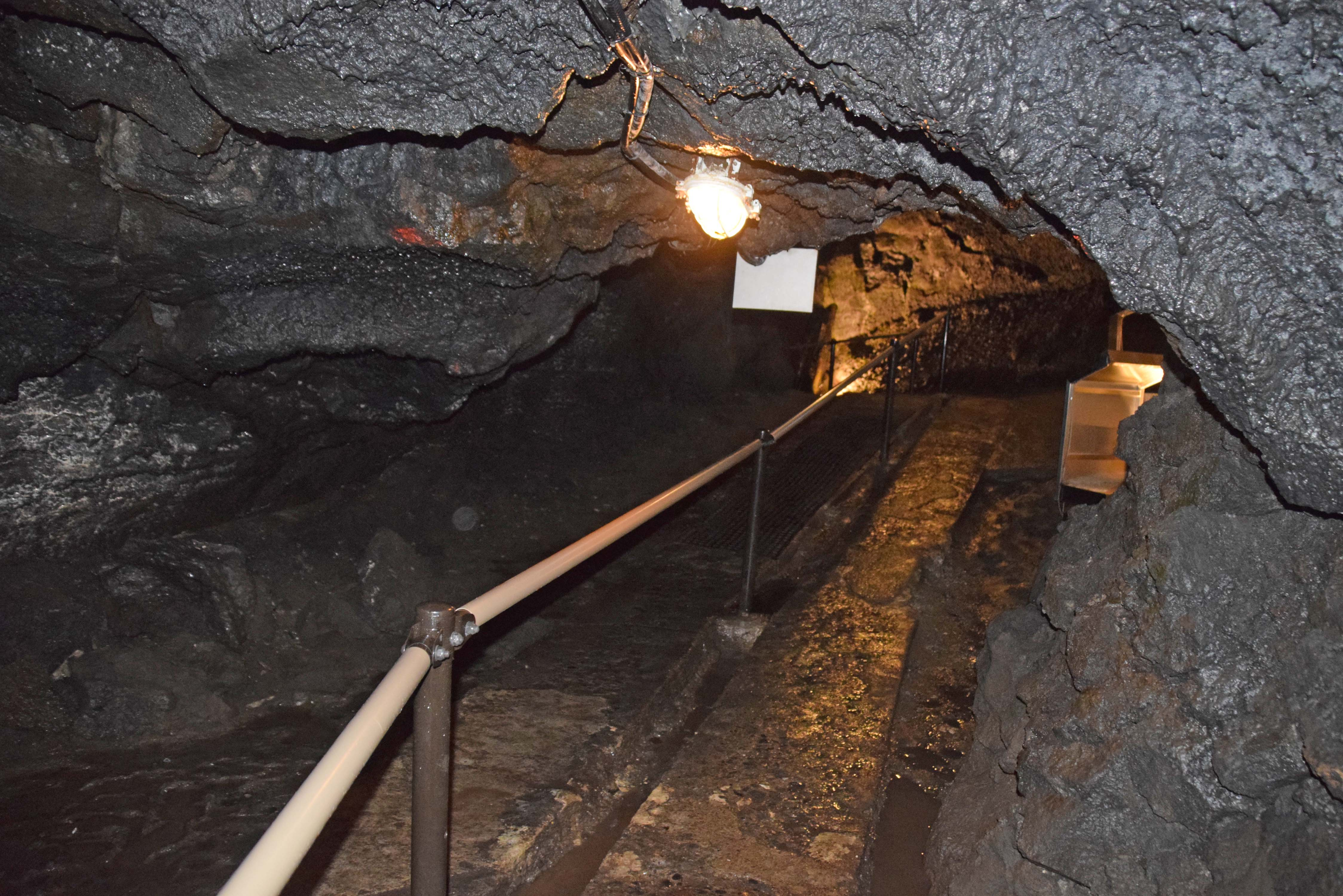
富岳風穴

富岳風穴（ふがくふうけつ）は富士山（富岳）の北西山麓、山梨県富士河口湖町の青木ヶ原にある溶岩洞（風穴）で、周辺にいくつかある風穴のうちで最大のものである。 1929年（昭和4年）12月17日に旧文部省により天然記念物に指定された。

## 概要
富岳風穴は総延長201メートル、高さは8.7メートルの横穴で、壁は玄武岩質である。国道139号から北側（富士山頂上と反対側）にある。
夏でも寒い洞窟内では、夏でも溶けない氷柱や、溶岩棚、縄状溶岩などが見られる。江戸時代から昭和時代にかけて様々に利用されてきて、カイコを飼ったりしている。
鳴沢氷穴と共に、富士急グループの富士観光興業が運営していて、入り口手前に富岳風穴売店が森の駅「風穴」として2012年に新装オープンしている。

## ギャラリー

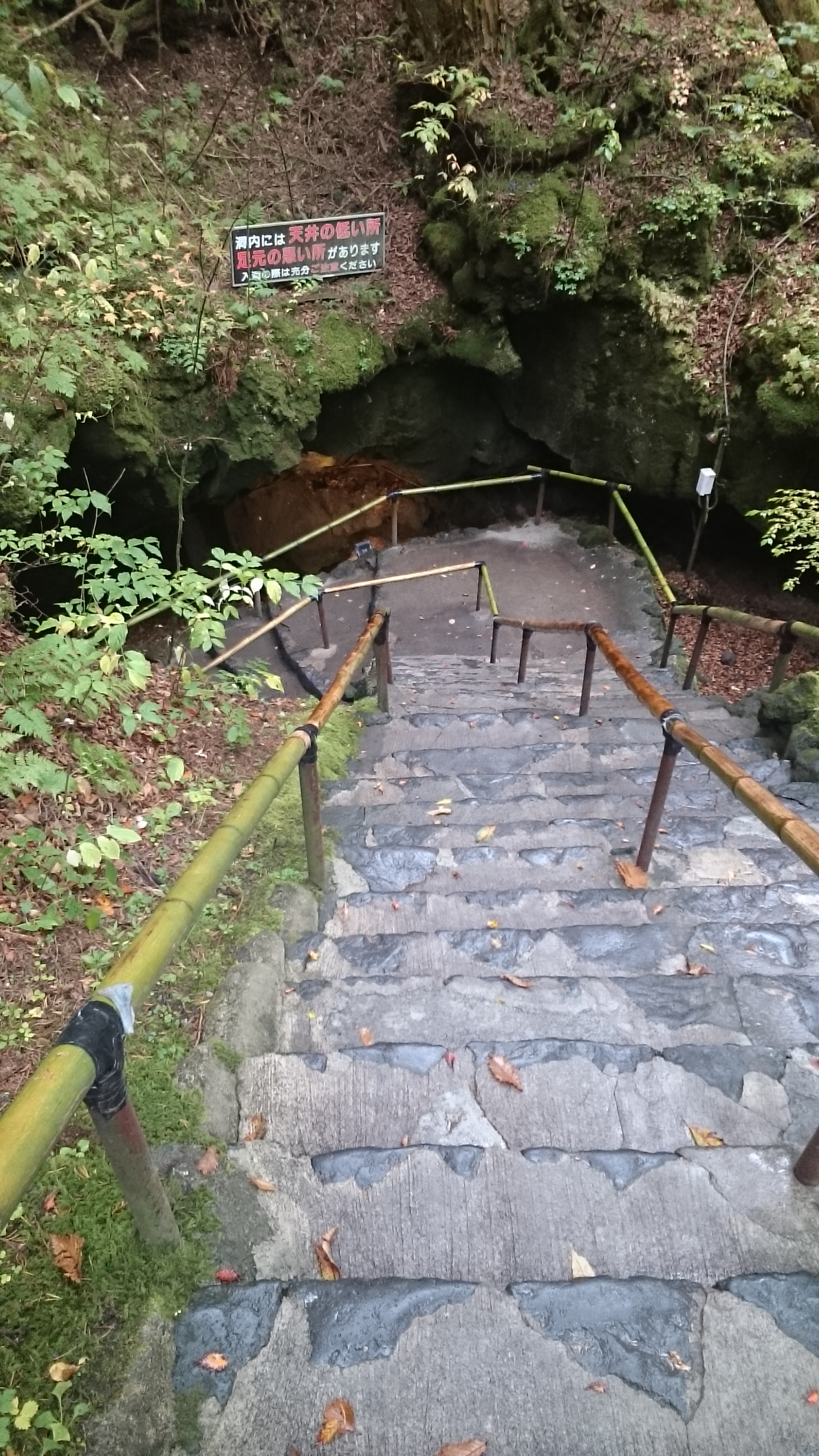
入り口の階段
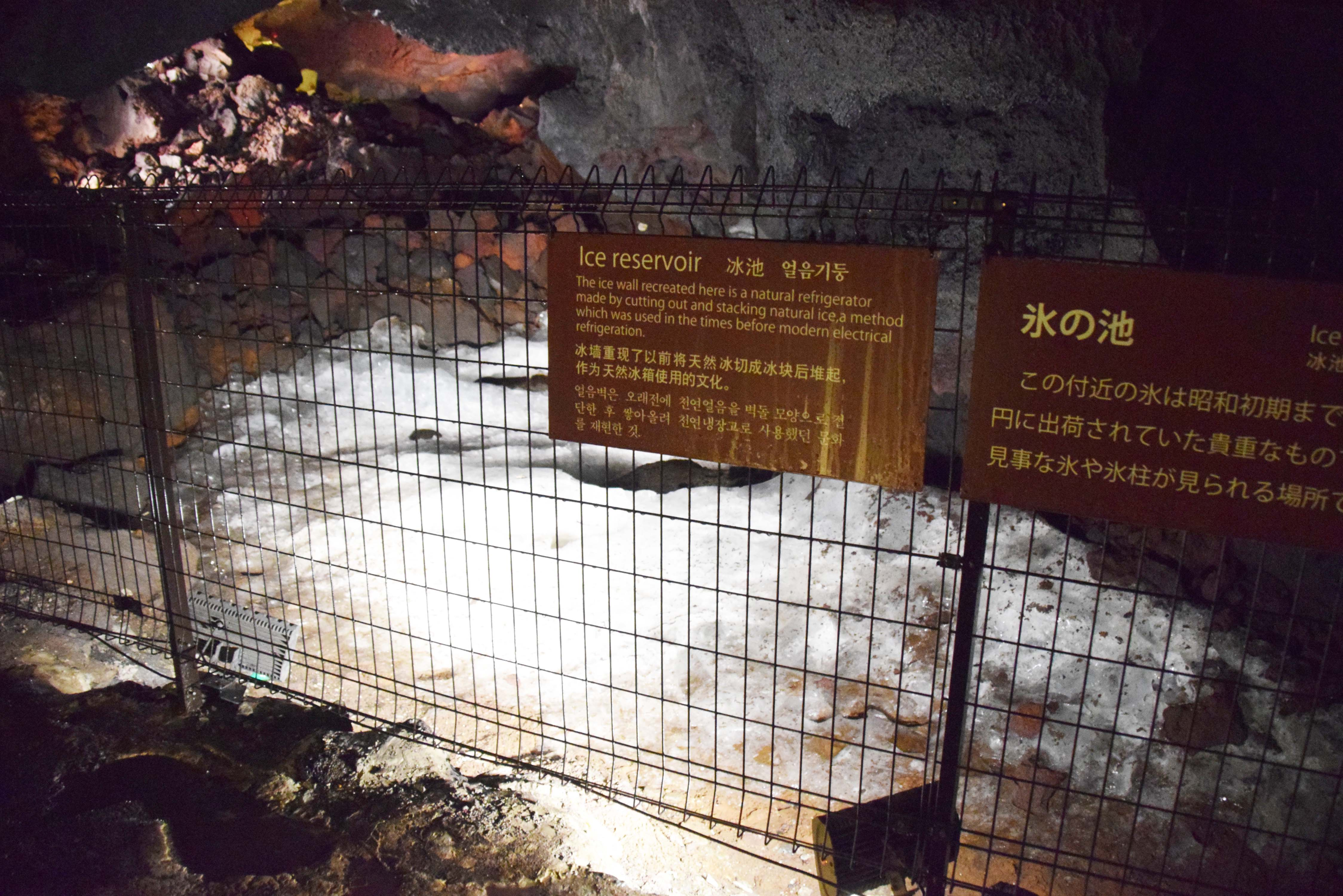
入ってすぐ氷の池
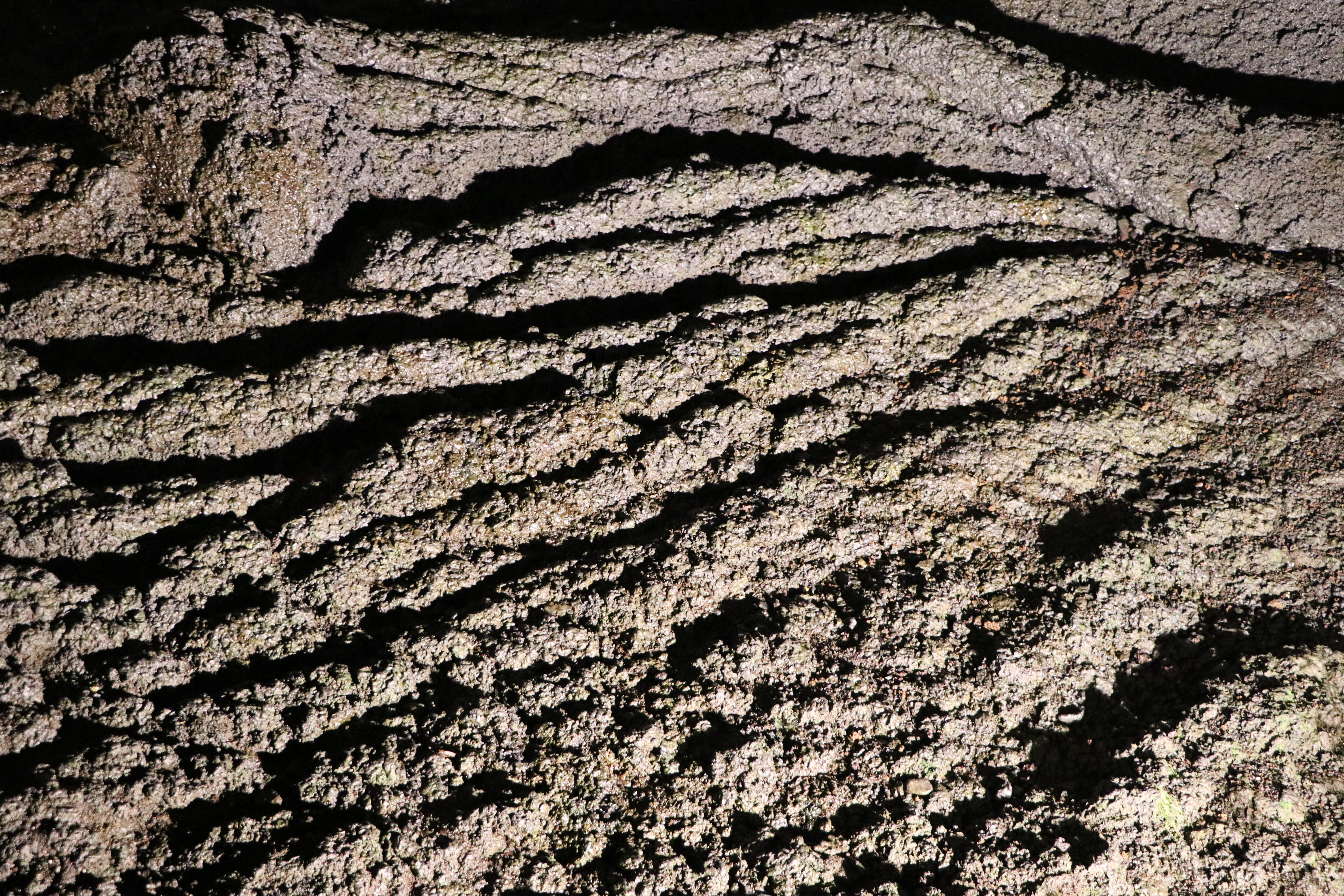
富岳風穴内にある縄状溶岩
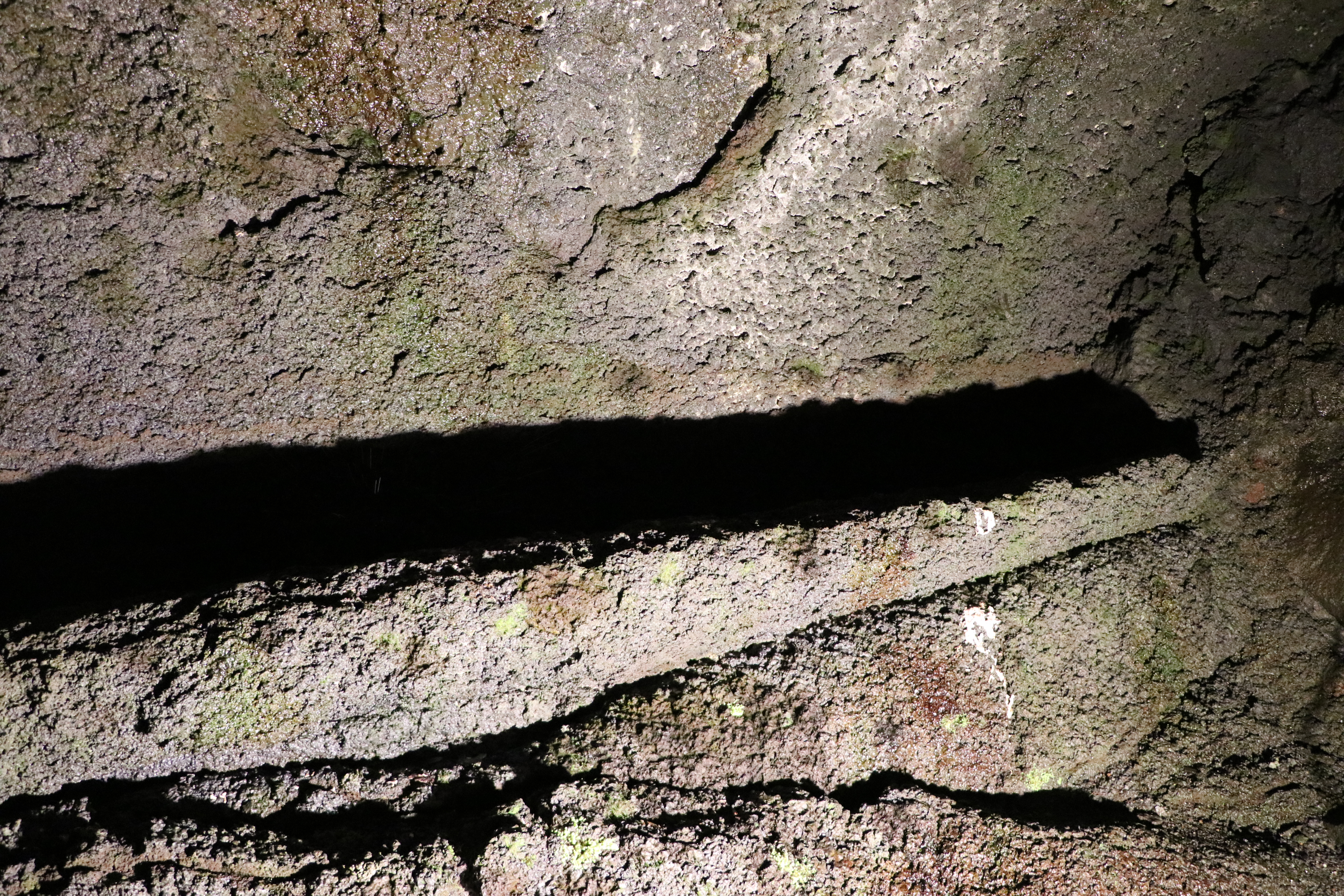
富岳風穴内の溶岩棚
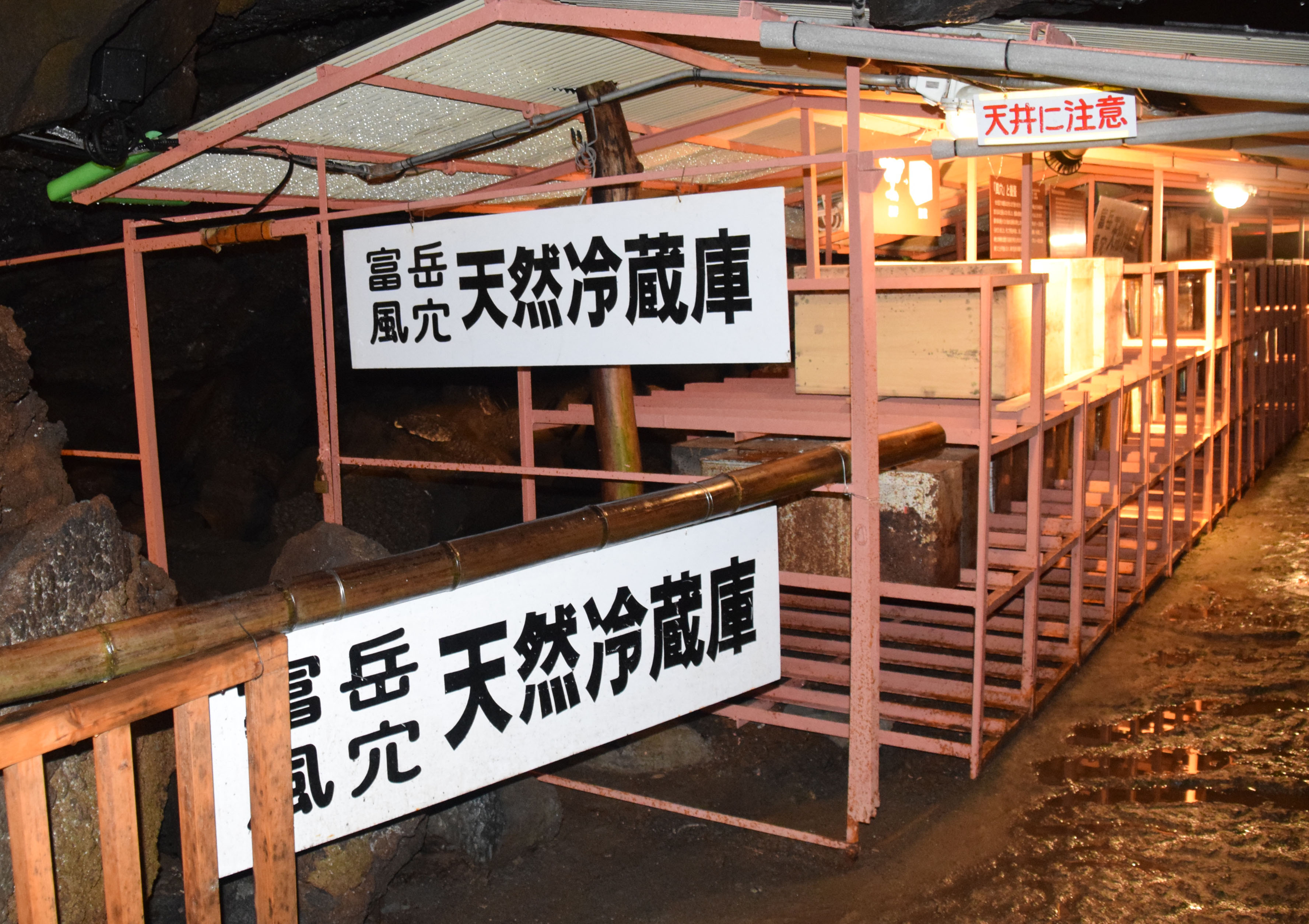
天然冷蔵庫（以前はここでカイコの卵を保存）

## 青木ヶ原の風穴
青木ヶ原は富士山の噴火史上、貞観6年（864年）の「貞観大噴火」の溶岩流が広く流れた所で、大室山や長尾山などいくつかの噴石丘、西湖・精進湖を生み出している。そこには火山性洞窟、溶岩洞がいくつかある。
- 鳴沢氷穴 (山梨県南都留郡鳴沢村、天然記念物)
- 鳴沢熔岩樹型
- 富士風穴[2]
- 本栖風穴
- 大室洞窟
- 西湖コウモリ穴 (山梨県南都留郡富士河口湖町西湖地区)
- 人穴